# فقط یک دلیل برایم بیاور
«فقط یک دلیل برایم بیاور» (به انگلیسی: Just Give Me a Reason)، آهنگی است که توسط خواننده امریکایی پینک و با همراهی نیت روس نوشته و ضبط شده. این آهنگ همچنین به عنوان سومین تک‌آهنگ از ششمین آلبوم استدیویی پینک نیز منتشر شده.
این آهنگ همچنین موفقیتی جهانی داشته و در جداول آهنگ‌های برتر بیست و یک کشور از جمله امریکا، استرالیا، هلند، ایتالیا، لبنان، پرتغال و... قرار گرفته. در بعضی کشورها نیز این آهنگ جزو پنج ترانه برتر بوده از جمله: انگلیس، بلژیک، برزیل، دانمارک، فرانسه، نروژ، فنلاند، سوئیس، اسپانیا و ... .
همچنین این ترانه چهار هفته متوالی در رتبه اول بیلبورد هات ۱۰۰ قرار گرفت و بعد از خب که چی و بی‌نقص سومین آهنگ پینک است که به رتبه اول در این جدول دست یافته.
این آهنگ در دو بخش نیز نامزد دریافت جایزه گرمی شده و در مراسم گرمی سال ۲۰۱۴ پینک و نیت روس این آهنگ را اجرا کردند.